# Mike Rutherford

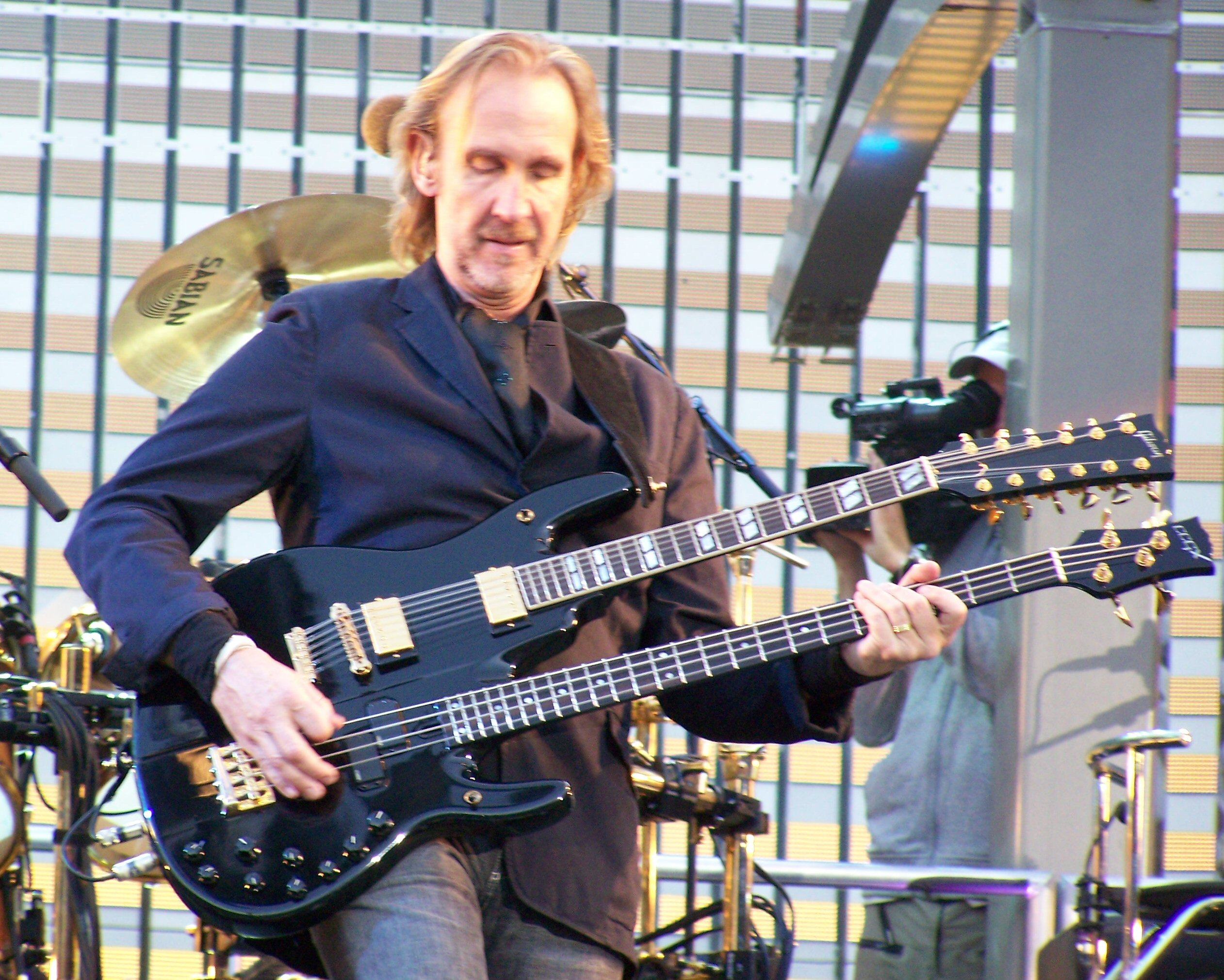
Mike Rutherford în 2007

Michael John Cleote Crawford Rutherford (născut 2 octombrie 1950 în Guildford, Surrey) este un cântăreț englez acesta fiind unul din membrii fondatori ai formației Genesis.